# Sadistik Exekution
Sadistik Exekution war eine australische Death-Metal-Band, die zu den einflussreichsten australischen Extreme-Metal-Bands der 1990er Jahre gehörte.

## Bandgeschichte
Die Band wurde 1985 von Rok und Dave Slave gegründet, die Idee kam ihnen, nachdem sie sich bei einem Konzert von Iron Maiden kennengelernt hatten. Gitarrist Claws Mayhem komplettierte die vorläufige Besetzung der Band. In den ersten Jahren des Bestehens erlangten die Musiker weniger musikalische denn mediale Aufmerksamkeit. Bassist Dave Slave trat im australischen Fernsehen bei der Talentshow Hey Hey! It’s Saturday auf, wo er seinen Bass zerschlug, Sänger Rok gab ein Interview für die australische Ausgabe des Penthouse. Nicht belegt ist, dass Sadistik Exekution 1987 tatsächlich ihr erstes Demo aufnahmen.
Der spätere Gitarrist Rev. Kriss Hades kam 1989 zur Band, wurde aber für die 1990er Aufnahmen zum ersten Album vorübergehend durch Sandy Vahdanni von Slaughter Lord ersetzt, weil er den übrigen Bandmitgliedern spieltechnisch nicht gut genug war. Kein Plattenlabel wollte das Debüt The Magus veröffentlichen, weshalb die Band es selber pressen ließ, den Vertrieb übernahm Vampire Records. Nach den Aufnahmen verließen Vahdanni und Sloth die Band. Letzterer kehrte 1991 kurzzeitig zurück, sodass die Band live spielen konnte. Noch im selben Jahr veröffentlichte Sadistik Exekution die Single Sadistically Executed und das Demo Suspiral. Es folgten erste Shows, u. a. mit Alchemist, und 1992 das Demo Agonizing the Dead. 1993 verließ Sloth die Band erneut und wurde durch Steve Hoban ersetzt.
1994 konnte Sadistik Exekution einen Plattenvertrag mit dem französischen Independent-Label Osmose Productions abschließen. Ursprünglich sollte die nächste Scheibe unter dem Titel Sadistik Exekution erscheinen, die Band hatte jedoch auf die Mixtapes We Are Death…Fukk You!! geschrieben, sodass Osmose schließlich diese Phrase als Albumtitel verwendete. 1995 bekam Drummer Steve Hoban akute Rückenprobleme und wurde durch Matt „Skitz“ Sanders (ex-Damaged) ersetzt. Es folgte eine 1995 Australien-Tour mit Morbid Angel und eine Europa-Tour mit den ebenfalls bei Osmose unter Vertrag stehenden Impaled Nazarene und Absu. Während dieser Tour kam es immer wieder zu Streitigkeiten zwischen Rok, Kriss Hades und Dave Slave, infolgedessen Hades die Tour mit einem gebrochenen Finger zu Ende spielen musste. 1997 kehrte Sloth in die Band zurück.
Während der Live-Auftritte pöbelten sich die Bandmitglieder gegenseitig an, nicht selten kam es zu Handgreiflichkeiten zwischen den Musikern untereinander und auch mit Zuschauern. Aus diesem Grund erhielt die Band Ende der 1990er Jahre kaum noch Auftritte und die Musiker widmeten sich verstärkt ihren Soloprojekten. Dave Slave gründete die Elektro-Rock-Band Digital Fiction, Kriss Hades stieg bei der Black-Metal-Band Naxzul ein, und Rok veröffentlichte über Osmose das Debütalbum This Is Satanik seiner eigenen Band Rok. Das letzte Konzert spielte Sadistik Exekution Ende 1999 im Sydney’s Globe Theatre. Ursprünglich sollten sie einer der Headliner auf dem 2000er Metal-for-the-Brain-Festival sein, mussten die Show aber absagen, weil Dave Slave sich ein Bein gebrochen hatte.
Allen Auflösungsgerüchten zum Trotz erschienen 2002 Fukk und 2004 Fukk II, Letzteres bezeichnete Kriss Hades als das unwiderruflich letzte Album der Band. Seither gehen die Musiker getrennte Wege. Kriss Hades erstes Soloalbum Wind of Orion erschien 2002. Dave Slave versuchte sich 2003 als Schauspieler in einer Werbekampagne für Kartoffelchips und gründete Doomed and Disgusting. Sloth spielte seit 2004 in verschiedenen Bands, u. a. bei Inslain und 8 Ball Junkies. Dave Slave sagte in einem Interview 2004, dass Sadistik Exekution Geschichte sei.
2006 veröffentlichte Nuclear War Now! Productions das Material der 1996er-EP Demon with Wings als Split-LP mit Nifelheim unter dem Namen Tribute to Slayer Magazine neu.

## Stil
Wenngleich die Band mit Osmose Productions bei einem auf Black Metal spezialisierten Plattenlabel unter Vertrag stand, war sie stilistisch dem Death Metal zuzuordnen. Während The Magus mit alten Aufnahmen von Sepultura, Morbid Angel und anderen Bands aus der Frühzeit des Death Metals vergleichbar war, bot die Band auf We Are Death…Fukk You!! Death Metal mit Anleihen im Black Metal und Grindcore, versetzt mit Samples und Keyboards. Daher wird die Band mitunter auch dem War Metal zugeordnet. Auf K.A.O.S. versuchte die Band, neue Extreme auszuloten. Es wird auch als das härteste und kompromissloseste Album der Band bezeichnet. Fukk ging in eine stilistisch ähnliche Richtung und bot eine Mischung aus Beherit, frühen Voivod, Anal Cunt und Autopsy. Die letzte offizielle Veröffentlichung Fukk II war wieder mehr vom Grindcore beeinflusst und bekam aufgrund der teilweise kaum nachvollziehbaren Liedstrukturen nur mittelmäßige bzw. schlechte Kritiken.

## Diskografie

### Alben
- 1991: The Magus  (LP, Vampire Records; 2001: CD, Osmose Productions)
- 1994: We Are Death…Fukk You!! (Osmose Productions)
- 1997: K.A.O.S. (Shock Records, 1999: Osmose Productions)
- 2002: Fukk (Osmose Productions)
- 2004: Fukk II (Osmose Productions)

### Singles und EPs
- 1991: Sadistically Executed (Black Power Records)
- 1996: Demon with Wings (Osmose Productions)
- 1997: Sadistik Elektrokution (Shock Records)

### Samplerbeiträge
- 1993: Ipisissimis auf Redrum (Roadrunner Records)
- 1995: Lupercalia auf Worst Case Scenario (Underclass)
- 1995: Internal Klok auf World Domination (Osmose Productions)
- 1997: Dejaka Infinitus auf World Domination II (Osmose Productions)
- 1999: Volkanik Violence auf Under the Southern Cross (Chatterbox Records)
- 2004: Homicidal Suicide auf Legions: Opening of the Southern Gate (Blacktalon Media)